# نوريهيتو أمير تاكامادو
نوريهيتو أمير تاكامادو (باليابانية: Takamado-no-miya Norihito Shinnō) (29 ديسمبر 1954 - 21 نوفمبر 2002)، يُعد أحد أعضاء العائلة الإمبراطورية اليابانية والابن الثالث للزوجين تاكاهيتو أمير ميكاسا ويوريكو أميرة ميكاسا.